# Transformers: Armada
Transformers: Armada (超ロボット生命体トランスフォーマー マイクロン伝説, Chō Robotto Seimeitai Toransufōmā Maikuron Densetsu) è un anime mecha basato sui giocattoli Transformers, prima serie della Trilogia Unicron.
La serie introduce una terza specie di robot, i Minicon (Micron in Giapponese, da cui il titolo Transformers: Micron Legend), cugini minori di Autobot e Decepticon, pressappoco della taglia degli umani, i Minicon nascondono nel proprio corpo immense riserve di potere, e questo li catapulta nel conflitto tra le due fazioni; ogni Transformer di taglia normale può collegarsi ad un Minicon sbloccando armi e poteri nascosti. Il numero di Autobot e Decepticon presenti in queste serie è piuttosto basso, in favore di circa una ventina/trentina di Minicon. Alla fine della storia appare il mostruoso Unicron, una sorta di "Dio della distruzione" delle dimensioni di una Luna (la forma alternativa in cui orbitava dormiente intorno a Cybertron) intenzionato ad annientare indiscriminatamente tutti i Transformers.
In Italia la serie viene trasmessa sul canale Fox Kids/Jetix

## Personaggi

### Autorobot
Optimus Prime: l'eroico leader degli autorobot, ha il compito di mantenere la pace nell'universo. Assieme ad Hot Shot e a Red Alert si dirigerà no sulla Terra dopo che è stato intercettato il segnale del risveglio dei Minicon, conoscerà gli umani, la Terra, e farà di tutto per impedire ai decepticons di impadronirsi dei Minicon.
Red Alert: primo ufficiale tecnico degli autorobots dal carattere piuttosto scorbutico che lo fa scontrare spesso con Hot Shot. È il secondo autorobot ad apparire nel primo episodio.
Hot Shot: giovane soldato al servizio di Optimus Prime. Spensierato ed energico, lega particolarmente con gli umani e con il suo futuro allievo. È il terzo autorobot ad apparire nel primo episodio. La Hasbro, in quel periodo, perse momentaneamente i diritti su Bumblebee e di conseguenza, dovettero sostituirlo col nome Hot Shot.
Smokescreen: migliore amico di Hot Shot, si unirà alla squadriglia in seguito. Dal carattere semplice e leggermente competitivo. Usa il suo gancio come arma e come appiglio.
Scavenger: ex istruttore presso la migliore accademia militare di Cybertron, ha portato gli Autorobots a numerose vittorie. Composto e severo, non tollera la sfrontatezza, pur avendo il difetto di addormentarsi facilmente, perfino quando dovrebbe ascoltare ciò che gli viene detto.

## Trama
Prima serie TV, racconta degli Autobot e Decepticons e la loro battaglia per il destino di un gruppo di Transformers chiamato Minicon, sono piccoli robot a misura d'uomo, ma con il potere di rafforzare altri Transformers. Ci fu una tregua tra le due fazioni, e in quel periodo decisero di sperdere nell'universo i Minicon, per concludere questa guerra, portatrice solo di distruzione e morte. La navicella che li conteneva si schiantò sulla Luna, ma i piccoli robot atterrarono su un pianeta primitivo chiamato Terra. Passarono migliaia di anni quando alcuni ragazzi li scoprirono e riattivarono un Minicon. Accorto di dove erano finiti i Minicon, il diabolico Megatron arriva sulla terra e attacca il gruppo di ragazzi per impossessarsi dei mini robot ma viene fermato da Optimus Prime.
Nel corso del tempo, sempre più Minicon si risvegliarono intorno al Globo, e presto, i Transformers vennero a conoscenza dell'origine scioccante dei robot di piccole dimensioni: Unicron, che si nascondeva in un satellite di Cybertron voleva riattivare lui i Minicons con la possibilità di unirli e formare delle super armi. Rimanendo nella sua forma mostruosa di pianeta, Unicron tentò di consumare Cybertron senza riuscirci, poi venne fuori la sua vera identità, ovvero la sua modalità di robot di dimensioni straordinarie per combattere contro gli Autobot e contro Decepticon.
Unicron, attraverso Sideways, rivela che è cresciuto in potenza assorbendo l'odio tra Autobot e Decepticon. Egli assorbe poi i nove super arma Minicons (combinato come la Spada Stellare, lo Scudo Stellare, e il Requiem Blaster rispettivamente) che li rende senza cervello e Rad con loro, che porterà poi la loro mente indietro. Unicron, Optimus Prime e Megatron hanno una battaglia finale, lasciando irrisolta la questione. Megatron si sacrifica per il malvagio Unicron che lo costringe a ritirarsi in un'altra dimensione però Optimus si sente disonorato dopo la battaglia finale con Megatron ed affermando che egli non merita più la Matrice del comando se ne va in esilio e la pace viene ripristinata su Cybertron.

## Doppiaggio
Il doppiaggio italiano è stato effettuato dalla Compagnia Doppiatori sotto la direzione di Sergio Di Giulio. I dialoghi italiani sono di Anton Giulio Castagna, Luigi Calabrò, Giorgio Tausani e Vittorio Amandola.
| Personaggi         | Voce inglese        | Voce giapponese  | Voce italiana                    |
| ------------------ | ------------------- | ---------------- | -------------------------------- |
| Optimus Prime      | Garry Chalk         | Toru Ohkawa      | Massimo Lodolo                   |
| Megatron/Galvatron | David Kaye          | Kiyoyuki Yanada  | Giorgio Locuratolo               |
| Alexis             | Tabitha St. Germain | Akira Tomisaka   | Domitilla D'Amico                |
| Rad                | Kirby Morrow        | Nakai Masataka   | Stefano Crescentini              |
| Carlos             | Matt Hill           | Yuki Maeda       | Simone Crisari                   |
| Fred               | Tony Sampson        | Nobuyuki Kobushi | Corrado Conforti                 |
| Billy              |                     |                  | Alessandro Vanni                 |
| Jetfire            | Scott McNeil        | Jin Yamanoi      | Mauro Bosco                      |
| Hot Shot           | Brent Miller        | Kōsuke Okano     | Mirko Mazzanti                   |
| Red Alert          | Brian Dobson        | Yasuyuki Kase    | Pasquale Anselmo                 |
| Scavenger          | Ward Perry          | Keiji Fujiwara   | Paolo Buglioni Mario Bombardieri |
| Smokescreen/Hoist  |                     |                  | Mauro Gravina Fabrizio Temperini |
| Blurr              | Andrew Francis      | Isshin Chiba     | Ambrogio Colombo                 |
| Sideswipe          |                     |                  | Marco Baroni                     |
| Starscream         | Michael Dobson      | Jin Yamanoi      | Roberto Draghetti                |
| Demolishor         | Alvin Sanders       | Susumu Chiba     | Antonio Angrisano                |
| Cyclonus           | Don Brown           | Isshin Chiba     | Sergio Di Giulio                 |
| Tidal Wave         | Doug Parker         | Jin Yamanoi      | Enrico Pallini                   |
| Thrust             | Scott McNeil        | Kōji Yusa        | Achille D'Aniello                |
| Sideways           | Paul Dobson         | Takahiro Sakurai | Gerolamo Alchieri                |
| Voce narrante      | Jim Conrad          | Toru Ohkawa      | Sergio Fiorentini                |

### Colonna sonora
Sigla di apertura
- "Transformer - Dream Again" interpretata da Psychic Lover
- "Transformers ~Kotetsu no Yuuki~" interpretata da Hideaki Takatori

Sigla di chiusura
- "Never Ending Road" interpretata da Psychic Lover
- "Don't Give Up" interpretata da Psychic Lover

## Episodi
La prima serie è andata in onda per la prima volta negli Stati Uniti a partire dal 23 agosto 2002 e in seguito in Giappone dal 10 gennaio 2003.
| Nº | Titolo italiano Giapponese 「Kanji」 - Rōmaji                                 | In onda           | In onda           |
| Nº | Titolo italiano Giapponese 「Kanji」 - Rōmaji                                 | Giapponese        | Stati Uniti       |
| 1  | Primo contatto 「遭遇（であい）」 - sōgū (deai)                               | 10 gennaio 2003   | 23 agosto 2002    |
| 2  | La rivelazione 「擬態（へんしん）」 - gitai (henshin)                         | 17 gennaio 2003   | 23 agosto 2002    |
| 3  | Base dolce base 「仲間（ともだち）」 - nakama (tomodachi)                     | 24 gennaio 2003   | 23 agosto 2002    |
| 4  | Un amico per Optimus 「合体（しんか）」 - gattai (shinka)                     | 31 gennaio 2003   | 20 settembre 2002 |
| 5  | Gioco di squadra 「武人（せんし）」 - takehito (senshi)                       | 7 febbraio 2003   | 27 settembre 2002 |
| 6  | Al parco dei divertimenti 「保護（まもり）」 - hogo (mamori)                  | 14 febbraio 2003  | 4 ottobre 2002    |
| 7  | Un Pianeta da difendere 「祝祭（おおさわぎ）」 - shukusai (oosawagi)          | 21 febbraio 2003  | 11 ottobre 2002   |
| 8  | Il Micicon del deserto 「神殿（たから）」 - shinden (takara)                  | 28 febbraio 2003  | 18 ottobre 2002   |
| 9  | Il confronto 「廃墟（わな）」 - haikyo (wana)                                 | 7 marzo 2003      | 25 ottobre 2002   |
| 10 | Scontro sotterraneo 「迷走（ちか）」 - meisō (chika)                          | 14 marzo 2003     | 1º novembre 2002  |
| 11 | La città sommersa 「記憶（みやこ）」 - kioku (miyako)                         | 21 marzo 2003     | 15 novembre 2002  |
| 12 | Vulcano 「理由（いきさつ）」 - riyū (ikisatsu)                                | 28 marzo 2003     | 22 novembre 2002  |
| 13 | La spada stellare 「聖剣（つるぎ）」 - seiken (tsurugi)                       | 4 aprile 2003     | 29 novembre 2002  |
| 14 | Invincibili 「強敵（つわもの）」 - kyōteki (tsuwamono)                        | 11 aprile 2003    | 13 dicembre 2002  |
| 15 | Lotta sull'autostrada 「疾風（はやて）」 - hayate (hayate)                    | 18 aprile 2003    | 20 dicembre 2002  |
| 16 | La trappola 「慢心（おごり）」 - manshin (ogori)                              | 25 aprile 2003    | 27 dicembre 2002  |
| 17 | La congiura 「策略（いんぼう）」 - sakuryaku (inbō)                           | 2 maggio 2003     | 20 gennaio 2003   |
| 18 | Fidarsi o non fidarsi 「戦友（きずな）」 - senyū (kizuna)                     | 9 maggio 2003     | 21 gennaio 2003   |
| 19 | La vacanza 「休日（ほねやすめ）」 - kyūjitsu (honeyasume)                     | 16 maggio 2003    | 22 gennaio 2003   |
| 20 | Il nuovo alleato 「援軍（あらて）」 - engun (arate)                           | 23 maggio 2003    | 23 gennaio 2003   |
| 21 | Battaglia decisiva 「前兆（きざし）」 - zenchō (kizashi)                      | 30 maggio 2003    | 24 gennaio 2003   |
| 22 | La promessa 「伝心（ふれあい）」 - den kokoro (fureai)                        | 6 giugno 2003     | 27 gennaio 2003   |
| 23 | Ribellione 「謀反（かくご）」 - muhon (kakugo)                                | 13 giugno 2003    | 28 gennaio 2003   |
| 24 | Illusione 「幻影（かげ）」 - gen'ei (kage)                                    | 20 giugno 2003    | 29 gennaio 2003   |
| 25 | Piano di battaglia 「軍師（ちえもの）」 - gunshi (chiemono)                   | 27 giugno 2003    | 30 gennaio 2003   |
| 26 | Ben Tornato Jetfire 「合身（りんくあっぷ）」 - gō mi (rinkuappu)              | 4 luglio 2003     | 31 gennaio 2003   |
| 27 | Il tradimento 「発覚（しょうたい）」 - hakkaku (shōtai)                       | 11 luglio 2003    | 1º marzo 2003     |
| 28 | Il risveglio 「剛腕（しょうげき）」 - tsuyoshi ude (shōgeki)                  | 18 luglio 2003    | 8 marzo 2003      |
| 29 | Resistenza estrema 「共鳴（うたごえ）」 - kyōmei (utagoe)                     | 25 luglio 2003    | 15 marzo 2003     |
| 30 | La fuga 「逃走（かくれが）」 - tōsō (kakurega)                                | 1º agosto 2003    | 22 marzo 2003     |
| 31 | Il passato (prima parte) 「過去（いんねん）前編」 - kako (innen) zenpen       | 8 agosto 2003     | 29 marzo 2003     |
| 32 | Il passato (seconda parte) 「過去（けっちゃく）後編」 - kako (kecchaku) kōhen | 15 agosto 2003    | 5 aprile 2003     |
| 33 | Il sacrificio 「犠牲（すていし）」 - gisei (suteishi)                         | 22 agosto 2003    | 12 aprile 2003    |
| 34 | Rigenerazione 「生命（すぱーく）」 - seimei (supa ku)                         | 29 agosto 2003    | 19 aprile 2003    |
| 35 | Il salvataggio 「救出（ かいほう）」 - kyūshutsu (kaihō)                      | 5 settembre 2003  | 26 aprile 2003    |
| 36 | Marte 「火星（しょうとつ）」 - kasei (shōtotsu)                               | 12 settembre 2003 | 3 maggio 2003     |
| 37 | La scelta di Starscream 「決意（ぷらいど）」 - ketsui (puraido)               | 19 settembre 2003 | 10 maggio 2003    |
| 38 | La minaccia 「脅威（ひゅどらきゃのん）」 - kyōi (hyudorakyanon)               | 26 settembre 2003 | 3 ottobre 2003    |
| 39 | La crisi 「地球（きき）」 - chikyū (kiki)                                     | 3 ottobre 2003    | 10 ottobre 2003   |
| 40 | Il rimorso 「悔恨（あせり）」 - kaikon (aseri)                                | 10 ottobre 2003   | 17 ottobre 2003   |
| 41 | La partenza 「出立（けつい）」 - shuttatsu (ketsui)                           | 17 ottobre 2003   | 24 ottobre 2003   |
| 42 | Il miracolo 「奇跡（ふっかつ）」 - kiseki (fukkatsu)                          | 24 ottobre 2003   | 31 ottobre 2003   |
| 43 | In trappola 「怪物（にせもの）」 - kaibutsu (nisemono)                        | 31 ottobre 2003   | 7 novembre 2003   |
| 44 | La rivolta 「帰還（せいばーとろん）」 - kikan (seiba toron)                   | 7 novembre 2003   | 14 novembre 2003  |
| 45 | La missione 「確信（うらぎり）」 - kakushin (uragiri)                         | -                 | 21 novembre 2003  |
| 46 | Il passato 「運命（しんじつ）」 - unmei (shinjitsu)                           | 14 novembre 2003  | 28 novembre 2003  |
| 47 | L'inseguimento 「信頼（ぺんだんと）」 - shinrai (pendanto)                    | 21 novembre 2003  | 5 dicembre 2003   |
| 48 | La morsa 「決死（しんねん）」 - kesshi (shinnen)                              | 28 novembre 2003  | 8 dicembre 2003   |
| 49 | Alleanza 「覚醒（ゆにくろん）」 - kakusei (yunikuron)                         | 5 dicembre 2003   | 9 dicembre 2003   |
| 50 | L'Unione dei Transformers 「連合（そうりょくせん）」 - rengō (sōryokusen)     | 12 dicembre 2003  | 10 dicembre 2003  |
| 51 | L'origine dei Minicon 「終結（けっちゃく）」 - shūketsu (kecchaku)            | 19 dicembre 2003  | 11 dicembre 2003  |
| 52 | L'ultima battaglia 「死闘」 - shitō                                           | 26 dicembre 2003  | 12 dicembre 2003  |